# Пляска духа племени сиу
«Пляска духа племени сиу» (англ. Sioux Ghost Dance) — американский чёрно-белый немой короткометражный документальный фильм Уильяма Диксона от Edison Studios. Фильм снят 24 сентября 1894 году в Уэст-Ориндж (штат Нью-Джерси, США) на одну катушку с использованием стандартного формата 35 мм, имеет продолжительность 21 секунду, оператором Уильямом Хейзом. Фильм связан с событиями в Вундед-Ни.

## Сюжет
В этом фильме группа воинов сиу, включая двух мальчиков, исполняет «танец призраков». Согласно каталогу Эдисона, исполнителями были настоящие индейцы сиу, одетые в традиционные костюмы и боевую раскраску. Все они были участниками шоу «Буффало Билл на Диком Западе». Фильм был снят на студии Эдисона Black Maria одновременно с «Танцем Буффало». Это два самых ранних фильма, в которых фигурируют коренные американцы.